# El vestido negro de Vera Wang
El vestido negro de Vera Wang es el décimo noveno capítulo de la tercera temporada de la serie dramática El ala oeste de la Casa Blanca.

## Argumento
C.J. cada vez está más agobiada con la escolta que debe protegerla, especialmente con el agente Simon Donovan. Entre otras cosas, este la acompaña para que se compre un vestido para la fiesta de graduación de su sobrina, Hogan Cregg. Entre otros, se prueba un caro vestido de Vera Wang. Al finalizar el episodio, el miembro del Servicio Secreto descubrirá en el ordenador portátil de la Secretaria de Prensa que el acosador que la amenaza de muerte, la ha observado en el Centro Comercial.
Mientras, el Servicio de Inteligencia descubre que un terrorista planea atacar una base del ejército de los Estados Unidos. A medida que pasan las horas se van conociendo varios posibles objetivos, entre los que sobresale la propia Casa Blanca. Alarmado, Leo le pide al Presidente que vaya al Búnker; este se niega y ordena que su mujer sea trasladada a New Hampshire. Finalmente se descubre, tras arrestar al presunto terrorista, que su objetivo era una base abandonada que está junto al Puente Golden Gate, en San Francisco. También se descubre que puede tener un cómplice poderoso: el ministro de Defensa de Qumar. 
Toby negocia la retransmisión de la Convención Demócrata con los principales Directores de Informativos de Televisión. Estos se niegan a ofrecer más de una hora, porque se sabe quién va a ser el candidato. Tras discutir con ellos, Toby les exige tiempo adicional, apelando a una ley estatal por la que el ciudadano debe ser informado de la Alta Política con la suficiente profundidad y neutralidad.
Mientras, Donna recibe un regalo de Josh tras la cumbre de Helsinki. Consiste en una caja de madera especial con un trozo grande de carne de alce ahumado en su interior. Como no le gusta esa carne, lo regala a un becario llamado Bruce. Este, que no cobra nada por trabajar, lo vende por internet, algo prohibido por la ley – un regalo de la Casa Blanca no puede ser subastado -; tras dar la cara por él, le compra la caja y se asegura de que no vuelva a cometer ningún error.
Por último, Sam recibe un video anónimo con un anuncio muy crítico contra el Presidente. Confuso, se reúne con su amigo Kevin Kahn, ayudante del posible candidato republicano a las elecciones presidenciales. Lo que parece un favor se le vuelve en contra: Kahn lo anuncia a la prensa y consigue publicidad gratuita de su representado. Ha sido una venganza por el despiste del micrófono que tuvo tiempo atrás el Presidente.

## Curiosidades
- C.J compra en una inexistente Centro Comercial Barney's de la Avenida Connecticut de Washington D.C[1]
- Mark Harmon protagonizaría años después la serie Investigación Criminal. Su creador Donald P. Bellisario se basó en el Agente Donovan para escribir el personaje de Leroy Jethro Gibbs, que interpreta Harmon.

## Enlaces
- Enlace al Imdb
- Guía del Episodio (en inglés)
- Web de Vera Wang (en inglés)
- Vestidos de fiesta